# Edizioni di Comunità
Edizioni di Comunità è una casa editrice italiana fondata nel 1946 da Adriano Olivetti. Negli anni Settanta le Edizioni vennero assorbite dalla Fondazione Adriano Olivetti e, negli Ottanta, entrarono a far parte del Gruppo Mondadori. Nel 2010 il marchio delle Edizioni di Comunità è tornato nella disponibilità della Fondazione Adriano Olivetti, ridando in questo modo corpo a un'identità progettuale e simbolica che ha nella "campana olivettiana" il suo segno distintivo. Dal 2012 le Edizioni di Comunità hanno ripreso la loro attività con un progetto divulgativo con al centro l'esperienza olivettiana.

## Storia
Le Edizioni di Comunità sono state fondate da Adriano Olivetti nel 1946, in un momento di profondo turbamento morale e di grandi speranze per la società, per contribuire alla ripresa culturale dell'Italia e per portare alla comprensione del tempo e del mondo un dialogo che parlasse alle persone delle loro mete, delle loro vocazioni e della loro responsabilità.
Adriano Olivetti ha svolto un ruolo fondamentale nell'editoria italiana del dopoguerra. Oltre tutte le pubblicazioni avviate all'interno della fabbrica di Ivrea e la partecipazione alla fondazione del settimanale L'Espresso, sono innumerevoli le iniziative cui Olivetti prese parte e che sostenne. Tra queste ne ricordiamo solo alcune: «L'Italia socialista», «I Quaderni di Sociologia», «Nuova Repubblica», «Nuovi Argomenti», «Casabella», «Europa Federata», «Nord-Sud», «Comuni d'Europa».
Ma è soprattutto con la fondazione delle Edizioni di Comunità che Adriano Olivetti impresse un'orma profondissima nella cultura italiana del dopoguerra. A partire dal 1946, anno in cui furono costituite, le Edizioni di Comunità hanno pubblicato autori come Simone Weil, Søren Kierkegaard, Albert Schweitzer, Richard Neutra, Paul Claudel, Jacques Maritain, Martin Buber, Nikolaj Aleksandrovič Berdjaev, Thomas Stearns Eliot, John Kenneth Galbraith, Joseph Schumpeter e Lewis Mumford, e riviste che hanno segnato, per i contenuti e per la grafica, un'epoca. Tra queste, «Comunità», «Rivista di Filosofia», «Tecnica e organizzazione», «Metron-Architettura», «Zodiac», «Urbanistica».
I temi proposti dalle Edizioni erano autenticamente multidisciplinari, perlopiù marginali o del tutto estranei alla cultura italiana di quel periodo, e rappresentavano la volontà di diffondere un sapere moderno per rispondere alle sfide più pressanti del tempo. Le Edizioni di Comunità non promossero un'ideologia unica e tantomeno pubblicarono indiscriminatamente ogni pensiero, ma concepirono il libro e l'editoria come spazi d'incontro e di precisazione di ideologie complementari, che potessero convivere con il pensiero comunitario olivettiano che i testi pubblicati arricchirono e resero più complesso. Attraverso l'attività della casa editrice Adriano Olivetti mirava, infatti, a diffondere un'avanzata cultura tecnica e a sollecitare riflessioni sui fini spirituali di una società che correva verso una trasformazione radicale e piena d'insidie. Le Edizioni di Comunità rappresentarono, in altre parole, la risposta in termini di proposte culturali e scientifiche, alla domanda olivettiana di come essere tecnicamente progrediti senza per questo essere interiormente imbarbariti, di come coniugare sviluppo e spirito.
C'è, nell'attività svolta per tanti anni sotto l'egida della campana olivettiana, il lavoro per una cultura libera e viva, tecnicamente progredita e consapevole della propria insopprimibile funzione nella ricerca dei principi spirituali dell'esistenza; una cultura espressione di una vocazione essenziale, antistorica nel ritenere il progresso non una mera questione di moto in avanti, e che riunisca l'uomo alla sua radice spirituale, dove l'utile, come affermava Olivetti, ceda il passo alla verità e alla giustizia.
Alla morte di Adriano Olivetti, nel 1960, le Edizioni di Comunità continuarono la loro attività per molti anni ancora sotto la guida di Renzo Zorzi e di Roberto Olivetti e, successivamente, vennero assorbite dalla Fondazione Adriano Olivetti. Alla fine degli anni Ottanta le Edizioni entrarono a far parte del Gruppo Mondadori.
Nel 2010, grazie a un accordo tra Mondadori e la Fondazione Adriano Olivetti, il marchio delle Edizioni di Comunità è tornato nella disponibilità della Fondazione, ridando in questo modo corpo a un'identità progettuale e simbolica che ha nella campana olivettiana il suo segno distintivo.
Dal 2012 le Edizioni pubblicano le fonti della vicenda olivettiana, scritti di e su Adriano Olivetti e alcuni titoli dal catalogo storico d'interesse per i temi etici e politici della contemporaneità.
La diffusione capillare della proposta editoriale attraverso la distribuzione tradizionale nelle grandi catene, si coniuga con una rete di rapporti diretti con le librerie indipendenti e con altri punti vendita articolata in un sistema distributivo autonomo.

## Collane
Le Edizioni di Comunità oggi propongono un dialogo autentico tra il pensiero olivettiano e l'attualità. Una proposta che comprende tutte le opere edite e inedite di Adriano Olivetti, i migliori studi critici sulla vicenda olivettiana e alcuni titoli significativi del catalogo storico della casa editrice.

### Fuori collana
- Adriano Olivetti. La biografia, Valerio Ochetto, ottobre 2013
- Discorsi per il Natale, Adriano Olivetti, novembre 2017
- P101. Quando l'Italia inventò il personal computer, Pier Giorgio Perotto, novembre 2015
- Sottsass Olivetti Sythesis Sistema 45, catalogo ufficiale a cura di Enrico Morteo, Alberto Saibene, Marco Meneguzzo, Milco Carboni, maggio 2016
- Ivrea. Guida alla città di Adriano Olivetti, a cura di Marco Peroni, dicembre 2016
- Camillo Olivetti. Alle radici di un sogno (libro + dvd), Laura Curino e Gabriele Vacis, giugno 2017
- Discorsi per il Natale, Adriano Olivetti, novembre 2017

### Humana Civilitas
Cinque scritti di Adriano Olivetti per riflettere su altrettanti temi fondamentali nella discussione politica e culturale attuale, presentati da alcune tra le voci più autorevoli del panorama culturale italiano, per permettere ai testi originali di liberare la loro straordinaria modernità.
- Ai Lavoratori (presentazione di Luciano Gallino), novembre 2012, edizione in francese novembre 2015
- Democrazia senza partiti (presentazione di Stefano Rodotà), febbraio 2013
- Il cammino della Comunità (presentazione di Salvatore Settis), aprile 2013
- Le fabbriche di bene (presentazione di Gustavo Zagrebelsky), febbraio 2014
- Noi sogniamo il silenzio (presentazione di Vittorio Gregotti), aprile 2015

### Humana Civilitas nuova serie
Il pensiero di uomini e donne liberi animati da un ideale di convivenza umana fondato sulla dignità della persona, sulla responsabilità e sulla cultura del rispetto e dell’accoglienza.
- Se l'impossibile diventa possibile, Franco Basaglia, maggio 2018
- Il fine è l'uomo, Aldo Moro, maggio 2018
- Il complesso di inferiorità, Enrico Mattei, novembre 2018

### Olivettiana
Collana che presenterà, in modo completo, tutta l'opera di Adriano Olivetti tra editi e inediti.
- Il mondo che nasce (a cura di Alberto Saibene), aprile 2013
- L'ordine politico delle Comunità (a cura di Davide Cadeddu), maggio 2014
- Città dell'uomo (a cura di Alberto Saibene), dicembre 2015
- Dall'America: lettere ai familiari (1925-26), (a cura di Alberto Saibene), maggio 2016

### Dna
Dal catalogo storico, alcuni autori del patrimonio genetico del pensiero occidentale e delle Edizioni di Comunità che costituiscono un'eredità umanistica e scientifica e uno sguardo indisciplinato sull'uomo.
- La società opulenta, John Kenneth Galbraith, maggio 2014
- L'avvento della meritocrazia, Michael Young, novembre 2014
- Progettare per sopravvivere, Richard Neutra, maggio 2015
- Un senso del futuro, Jacob Bronowski, ottobre 2015
- In nome della ragione, Lewis Mumford, marzo 2016
- Presagi di un mondo nuovo, Hermann Keyserling, novembre 2016
- L'identità dell'uomo, Jacob Bronowski, maggio 2017
- Dialogare o perire, Franco Ferrarotti, maggio 2017
- La prima radice. Preludio a una dichiarazione  dei doveri dell’uomo, Simone Weil, novembre 2017
- Obbedienza e resistenza, Alessandro Passerin D'Entrèves, ottobre 2018

### Via Jervis
I contributi fondamentali per conoscere da vicino il cuore dell'impresa di Adriano Olivetti. Via Jervis a Ivrea era secondo Le Corbusier “la strada più bella del mondo”.
- Le idee al potere, Giuseppe Berta, marzo 2015
- Un imprenditore di idee, Franco Ferrarotti in dialogo con Giuliana Gemelli, marzo 2015
- Il gigante trasparente, Giancarlo Liviano D'Arcangelo, giugno 2015
- Adriano Olivetti e il Movimento Comunità, Umberto Serafini, agosto 2015
- Con Adriano Olivetti alle elezioni del 1958, Giancarlo Lunati, settembre 2015
- Poesia, politica e fiori. Scritti su Adriano Olivetti, Geno Pampaloni, febbraio 2016
- Tre scritti sulla fabbrica, la formazione e la solidarietà, Camillo Olivetti, aprile 2016
- Matera e Adriano Olivetti, Federico Bilò e Ettore Vadini, (a cura di Francesca Limana), maggio 2016
- La letteratura ai tempi di Adriano Olivetti, Giuseppe Lupo, settembre 2016
- Humana Civilitas. Profilo intellettuale di Adriano Olivetti, Davide Cadeddu, ottobre 2016
- Per un'economia più umana, AA. VV:, dicembre 2016
- L'Italia di Adriano Olivetti, Alberto Saibene, marzo 2017
- Mia memore et devota gratitudine. Carlo Scarpa e Olivetti, 1956-1978, Elena Tinacci, marzo 2018
- Urbanistica e società civile, Carlo Olmo, maggio 2018
- La voce di Matera. Storie da La Martella, Francesco Paolo Francione, settembre 2018
- Gli artisti di Olivetti. Il dovere della bellezza, Renzo Zorzi, dicembre 2018

### cheFare
Collana in collaborazione con l’Associazione per l’innovazione culturale cheFare per un approfondimento lontano da ogni retorica sul tema dell’innovazione sociale.
- Shareable! L'economia della condivisione, a cura di Tiziano Bonini e Guido Smorto, prefazione di Neal Gorenflo, ottobre 2017
- Politiche del quotidiano, Ezio Manzini, marzo 2018